# こばやしあきこ
こばやし あきこ（本名：井上 明子、旧姓：小林、1977年10月19日 - ）は、日本の女優。元NHK京都放送局のキャスター。京都府京都市右京区出身。京都府立北嵯峨高等学校、同志社女子大学学芸学部音楽学科声楽専攻卒業。

## 人物・経歴
1977年生まれ。
同志社女子大学 声楽専攻卒。大学卒業後、NHK京都放送局アナウンス部へ入局。
NHK在籍中より毎日放送グループが運営する大阪アクターズクリニックにて塩屋俊に演技を師事。
NHKを退局後に上京し、女優に転身。水戸黄門でドラマデビュー。時代劇・現代劇問わずドラマ、舞台、映画に出演。
京言葉を活かした朗読・ナレーションや司会業、更には創作落語など、生まれも育ちも京都であること、元アナウンサーであることを活かした活動も展開。
また、YouTube「きものん」は、着付け動画の中で最も視聴され、京都織物商工業組合の推薦で「京都観光おもてなし大使」に就任。
また、DisneyＦＸがカナダのVancouverで、一年弱（2022〜2023年）かけて撮影したドラマ『SHOGUN 将軍』に、ヒロインの侍女である勢津役として出演し、女性の主任所作指導にも抜擢。
2012年12月末、オフィス北野から移籍。
2020年4月1日からのエージェントオフィスタクトを経て、2024年、A.K.I.corp所属。
自身の個人事務所A.K,I.Corporaition を森卓一氏と立ち上げた。
私生活では、2011年5月にブログにて結婚を発表した。

## 資格
- 京都・観光文化検定2級
- きもの文化検定3級
- 全国乗馬倶楽部振興協会認定5級

## 出演

### テレビドラマ
- ナショナル劇場『水戸黄門』（TBSテレビ、俳優デビュー作）
- 火曜サスペンス劇場 京都シリーズ（日本テレビ）
- 大河ドラマ『新選組!』（2004年、NHK） - 寺田屋 おきよ 役
- 連続テレビ小説『だんだん』（2008年 - 2009年、NHK） - 千代 役
- 大河ドラマ『江〜姫たちの戦国〜』（2011年、NHK） - 大姥局侍女 役
- BS時代劇『薄桜記』（2012年、NHK BSプレミアム） - キヨ 役
- BS時代劇『妻は、くノ一』 第5話（2012年、NHK BSプレミアム） - お島 役
- 遺留捜査 第5シリーズ 第6話（2018年、テレビ朝日） - 森田雅代 役
- 大奥最終章 スペシャルドラマフジテレビ）
- 大奥 右衛門佐編　第6話（2023年、NHK総合） - 右衛門佐 姉 役
- SHOGUN 将軍 1stシーズン（2024年、Disney+） - 勢津 役　所作指導兼務

### テレビ番組
- こちらドリーム旅行社（2013年12月 - 、チバテレビ） - MC
- みんなの京都ふらりー（2014年4月 - 、KBS京都）

### 舞台
- 再会（紀伊國屋サザンシアター） - 多鶴 役
- 大石内蔵助（明治座） - おみつ 役
- 大奥（明治座・中日劇場） - ともえ 役
- 笑われたかった男〜林家三平物語〜（新宿コマ劇場）
- 笑う女。笑われる男8（シアターΧ） - 南野真由子 役
- 大奥 第一章（明治座） - ともえ 役
- 鷹と雀のものがたり（博多座）
- 疑惑（2014年、南座ミステリー劇場）
- 野外劇　身毒丸R（シェイクスピアアレイ）撫子役

### 映画
- ギララの逆襲/洞爺湖サミット危機一発（2008年、監督：河崎実） - リポーター2 役
- アキレスと亀（2008年、監督：北野武） - 梅奴 役
- アウトレイジ（2010年、監督：北野武） - ぼったくりBARのママ 役
- 種まく旅人〜みのりの茶〜（2012年、監督：塩屋俊）
- 団地（2016年、監督：阪本順治）
- 古都（2016年、監督：Yuki Saito）
- おもてなし（監督：ジェイ・チャン）
- 花は咲くか（2018年、監督：谷本佳織）
- ラ（監督：高橋明広）
- 嘘八百京町ロワイヤル  （2020年、監督：武正晴）
- ふたたヴィラ　再会ぬ海（2023年、監督：上西雄大）
- 温泉シャーク（2024年、監督：井上森人）[4]
- 乱歩の幻影（2024年、監督：秋山純） - 弓子の母 役[5]
- やがて海になる（2025年公開予定、監督：沖正人）[6]

### CM
- au ダブル定額ライト（KDDI） - 仲間由紀恵、団時朗との共演
- 爽健美茶 ウェブCM（2010年、日本コカ・コーラ）
- サミット ウェブCM（2011年）

### 雑誌
- 七緒（プレジデント社）
- もてなしdancyu（プレジデント社）
- 春京都（扶桑社）
- キモノなでしこ vol.2（2010年、エイ出版社）
- DRESS（幻冬舎） - 2013年9月号からレギュラー掲載
- トリコガイド 京都 2015（2014年、エイ出版社）

### ネット配信
- 京ことばで読む原典・源氏物語
- 京おんなの案内する京都